# Furna do Poço Negro
A Furna do Poço Negro é uma gruta portuguesa localizada na freguesia do Raminho, concelho de Angra do Heroísmo, ilha Terceira, arquipélago dos Açores.
Esta cavidade apresenta uma geomorfologia de origem vulcânica em forma de gruta de erosão localizada em arriba. Esta estrutura geológica apresenta um comprimento de 20 m. Devido às suas características geológicas encontra-se classifica como fazendo parte da Rede Natura 2000.